# کوچک‌اوبه
کوچک‌اوبه (به ترکی آذربایجانی: Kiçikoba) یک منطقهٔ مسکونی در جمهوری آذربایجان است که در شهرستان شاه‌بوز واقع شده‌است. کوچک‌اوبه ۱۷۶ نفر جمعیت دارد.